# Aleksandra Olsza
Aleksandra Olsza (* 8. Dezember 1977 in Katowice) ist eine ehemalige polnische Tennisspielerin.

## Karriere
Olsza triumphierte 1995 in den Endspielen des Jurniorinneneinzels und -doppels der Wimbledon Championships. Im Einzel schlug sie Tamarine Tanasugarn mit 7:5 und 7:6 und im Doppel an der Seite von Cara Black die Paarung Trudi Musgrave/Jodi Richardson mit 6:0 und 7:6.
Während ihrer Profikarriere konnte jeweils einen Einzel- und Doppeltitel des ITF Women’s Circuits gewinnen.
Für ihr Geburtsland nahm sie an den Olympischen Sommerspielen 1996 im Einzel und Doppel in Atlanta teil. Erst sehr kurz vor der Erstrundenpartie im Einzel zog die ursprünglich zugeloste Gegnerin ihre Teilnahme zurück und wurde durch Virág Csurgó ersetzt. Diese hatte ihrerseits nur fünf Minuten Zeit um spielbereit auf dem Platz zu erscheinen. Olsza verlor diese Begegnung mit 2:6 und 5:7. Im Doppel spielte sie an der Seite von Magdalena Grzybowska. In der ersten Runde verlor man gegen die französische Paarung Mary Pierce/Nathalie Tauziat mit 2:6, 6:3 und 0:6.
Von 1996 bis 1999 spielte sie für die polnische Fed-Cup-Mannschaft, für die sie 16 ihrer 25 Partien gewann.
Nach einer Ellbogenverletzung im Jahre 2000 beendete sie ihre Karriere.

## Turniersiege

### Einzel
| Nr. | Datum         | Turnier   | Kategorie   | Belag     | Finalgegnerin         | Ergebnis |
| --- | ------------- | --------- | ----------- | --------- | --------------------- | -------- |
| 1.  | November 1997 | Nuriootpa | ITF $25.000 | Hartplatz | Adriana Serra Zanetti | 6:1, 6:1 |

### Doppel
| Nr. | Datum      | Turnier | Kategorie   | Belag     | Partnerin       | Finalgegnerinnen        | Ergebnis |
| --- | ---------- | ------- | ----------- | --------- | --------------- | ----------------------- | -------- |
| 1.  | April 1998 | Phoenix | ITF $50.000 | Hartplatz | Kristina Triska | Amy Frazier Rika Hiraki | 6:4, 7:6 |

## Abschneiden bei Grand-Slam-Turnieren

### Einzel
| Turnier         | 1996 | 1997 | 1998 | 1999 | Karriere |
| --------------- | ---- | ---- | ---- | ---- | -------- |
| Australian Open | —    | 1    | Q1   | Q1   | 1        |
| French Open     | —    | 1    | —    | —    | 1        |
| Wimbledon       | 2    | 2    | —    | —    | 2        |
| US Open         | 2    | 1    | 1    | —    | 2        |

Zeichenerklärung: S = Turniersieg; F, HF, VF, AF = Einzug ins Finale / Halbfinale / Viertelfinale / Achtelfinale; 1, 2, 3 = Ausscheiden in der 1. / 2. / 3. Hauptrunde; Q1, Q2, Q3 = Ausscheiden in der 1. / 2. / 3. Runde der Qualifikation; n. a. = nicht ausgetragen

### Doppel
| Turnier         | 1996 | 1997 | 1998 | 1999 | Karriere |
| --------------- | ---- | ---- | ---- | ---- | -------- |
| Australian Open | 1    | 1    | 1    | 2    | 2        |
| French Open     | 1    | 1    | 1    | 2    | 2        |
| Wimbledon       | 1    | 1    | 1    | 2    | 2        |
| US Open         | 2    | 1    | —    | 2    | 2        |

### Mixed
| Turnier         | 1996 | 1997 | Karriere |
| --------------- | ---- | ---- | -------- |
| Australian Open | —    | —    | —        |
| French Open     | —    | —    | —        |
| Wimbledon       | 2    | 1    | 2        |
| US Open         | —    | —    | —        |